# 17-es számú Országos Kéktúra szakasz

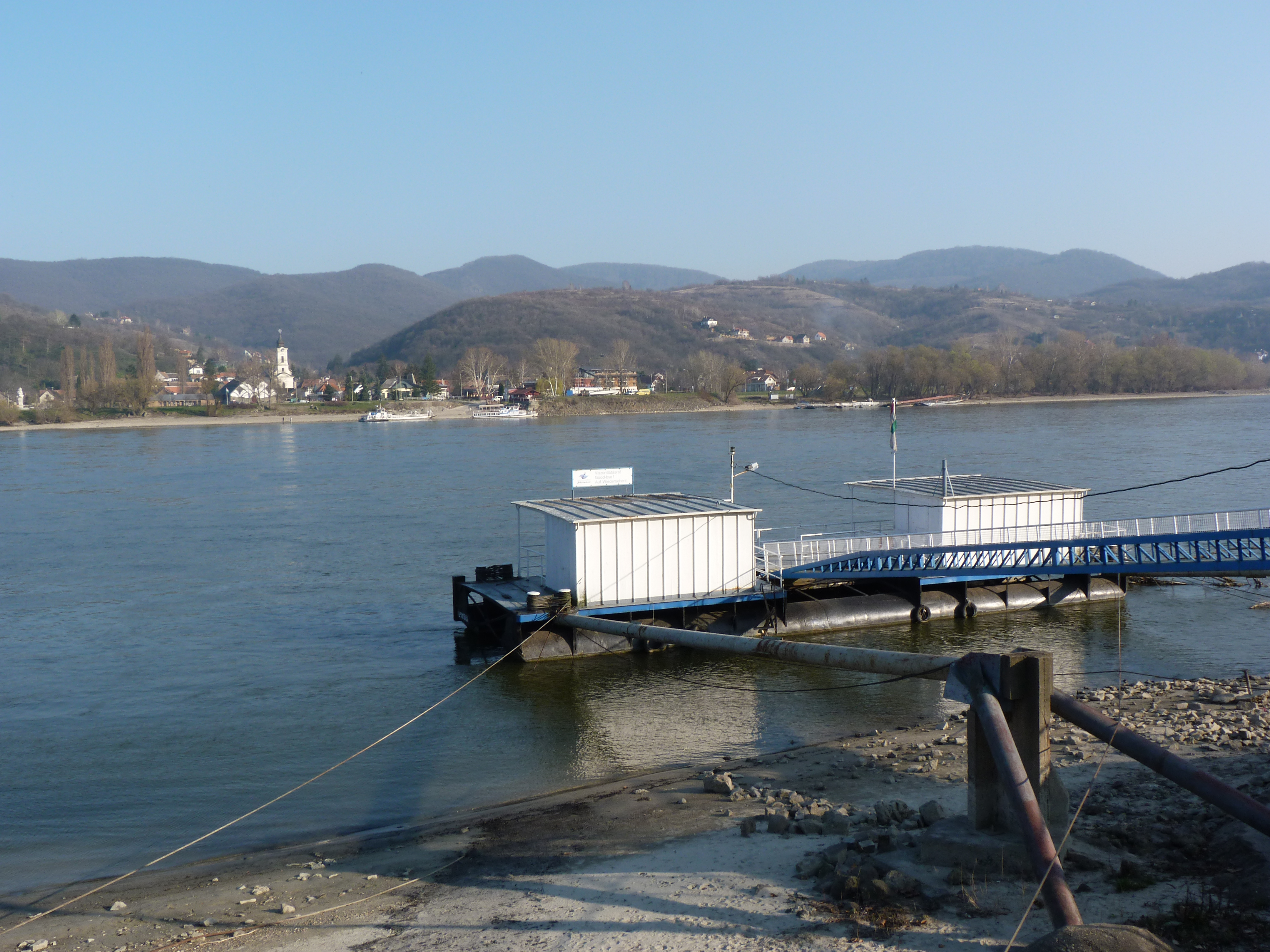
Nagymarosi komp

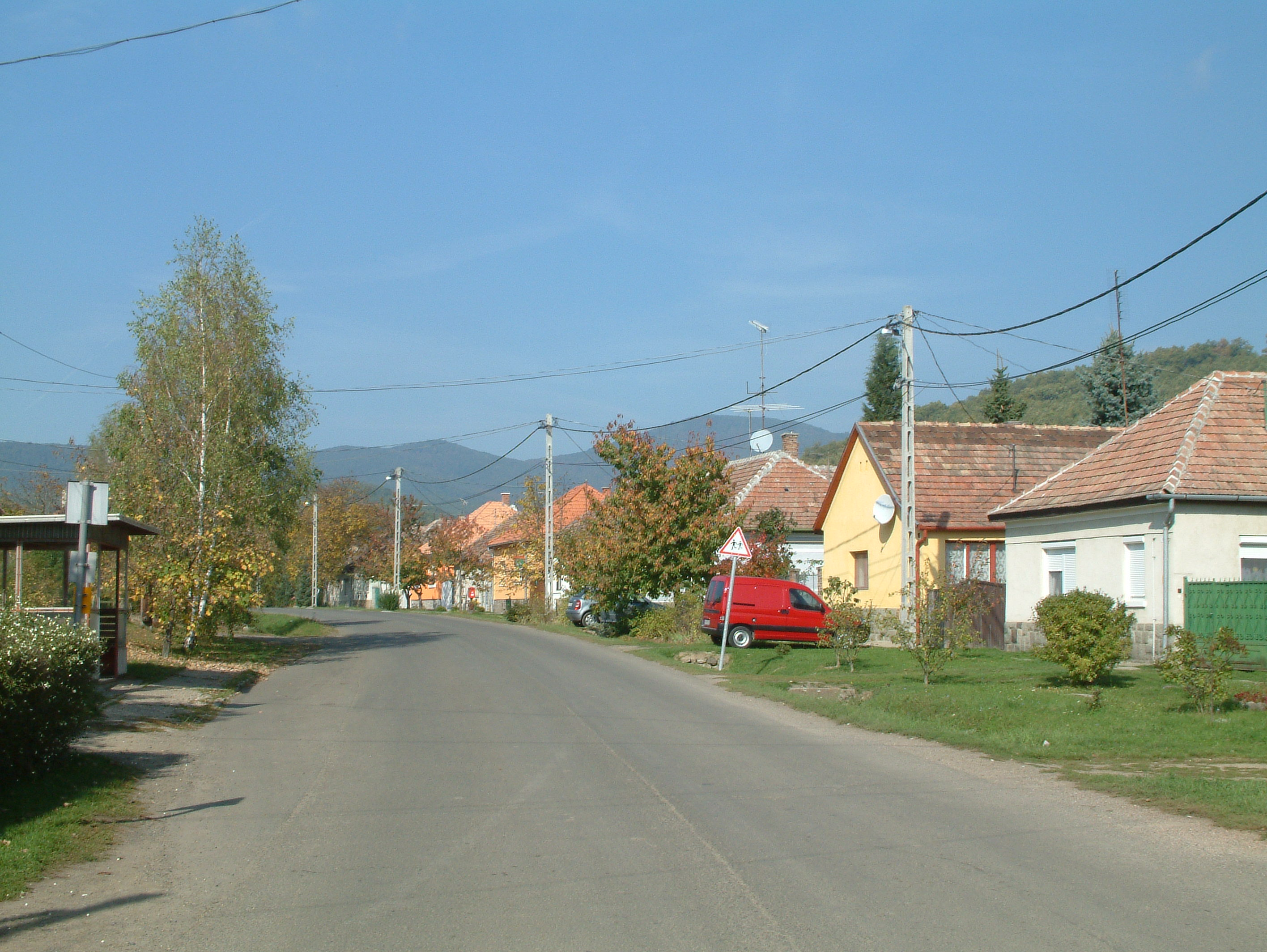
Kóspallag

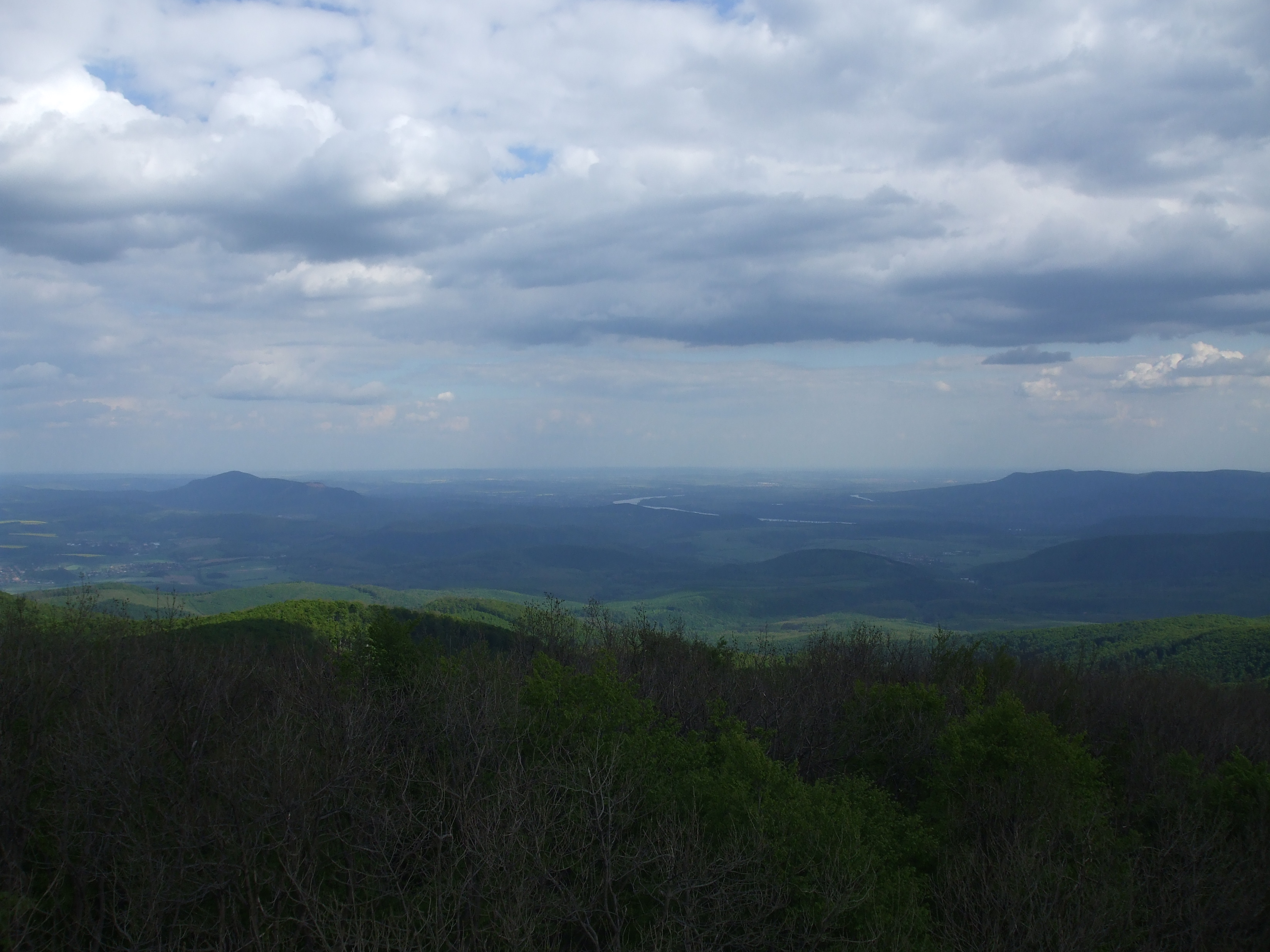
Kilátás a Csóványosról

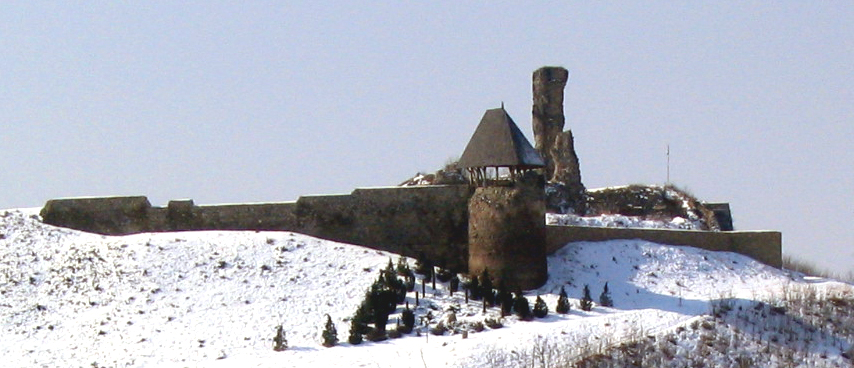
Nógrádi vár

A 17-es számú Országos Kéktúra szakasz az Országos Kéktúra egyik szakasza a Börzsönyben, Nagymarostól Nógrádig.

## Történelem
Az Országos Kéktúra 2013-as nyomvonal-felülvizsgálata keretében a Vizes-árok és a Köves-mező között változott a nyomvonal: egy erdei ösvényről a Csapás-rétre helyezték át.

## Alszakaszok
| [ 1 ] | Szám      | Szakasz (pecsételőhely) | Táv     |
| ----- | --------- | --- | ------- |
|       | OKT-171   | Nagymaros (komp) – Templom-völgy – Hegyes-kő – Köves-mező – Csernák-kút – Czerovszki-kő – Törökmezői turistaház                                                                                 | 10,0 km |
|       | OKT-172   | Törökmező – Hét-vályus-forrás – Békás-rét – Korompai-erdő – Kóspallag – Kisinóci turistaház | 7,9 km  |
|       | OKT-173   | Kisinóci turistaház – Inóci-vágás – Luczenbacher út – Gács-nyereg – Nagy-Hideg-hegy | 5,7 km  |
|       | OKT-174   | Nagy-Hideg-hegy – Rakodó – Csóványos – Három-hárs – Foltán-kereszt – Saj-kút-bérc – Saj-kút (Semmelweis-forrás) – Cseresnyés-völgy – Béla-rét – Szőlős-mező – Kálvária – Csurgó-forrás – Nógrád | 14,5 km |
|       | Összesen: | | 38,1 km |

## Érintett települések
A túraszakasz a következő települések közigazgatási területét érinti:
- Nagymaros
- Zebegény
- Kóspallag
- Szokolya
- Nagybörzsöny
- Perőcsény
- Diósjenő
- Nógrád